# Osamu Shimomura
Osamu Shimomura (jap. 下村脩 Shimomura Osamu) (ur. 27 sierpnia 1928 w Fukuchiyamie, zm. 19 października 2018 w Nagasaki) – japoński biochemik, ojciec Tsutomu Shimomury.

## Życiorys
W 1951 ukończył studia farmaceutyczne na Uniwersytecie w Nagasaki. W 1959/1960 uzyskał tam stopień doktora chemii organicznej. W następnych latach pracował na Uniwersytecie w Princeton, Uniwersytecie Bostońskim oraz w Laboratorium Biologii Morza (Marine Biological Laboratory) w Woods Hole.
W 1962 wyizolował z meduzy Aequorea victoria białko zielonej fluorescencji oraz akworynę i zbadał ich właściwości. W 2008 został, wraz z Martinem Chalfie i Rogerem Tsienem, za to odkrycie uhonorowany Nagrodą Nobla w dziedzinie chemii.

## Odznaczenia i nagrody
- Nagroda Pearse'a – przyznana przez Royal Microscopic Society (2004)[2]
- Nagroda Emile'a Chamota – przyznana przez State Microscopical Society of Illinois (2005)[4]
- Nagroda Asahi (2006)[5][2]
- Nagroda Nobla w dziedzinie chemii (2008)
- Order Kultury (2008)[6]